# Янина Кашева
Янина Иванова Кашева-Танева е българска актриса.

## Биография
Янина Кашева е родена на 8 юли 1955 г. в Мало Конаре. Завършва актьорско майсторство за драматичен театър във ВИТИЗ „Кръстьо Сарафов“ през 1978 г. в класа на професор Надежда Сейкова.
Работи в Драматично-куклен театър „Константин Величков“ Пазарджик (1978-1984) и Сатиричен театър „Алеко Константинов“ (от 1984- ). Член на Съюза на българските филмови дейци (1985).
Печели награда за женска роля за филма „Всичко е любов“. През 1984 г. печели наградата на САБ за най-добра актриса за ролята си на Ева в пиесата „Г-н Пунтила и неговият слуга Мати“, режисирана от Леон Даниел. Продължава да играе на сцената на Пазарджишкия театър.
От 2016 до 2021 г. играе д-р Катя Кръстева в сериала на Нова телевизия, „Откраднат живот“.
Омъжена е за актьора Иван Танев. Семейството има двама синове – Виктор, който също е актьор и Николай.

## Награди и отличия
- „Награда за женска роля“ за ролата на Мишката в спектакъла „Меко казано“ на IV преглед на Детско-юношеската драма и театър (1981).
- „Награда за женска роля“ за ролята на Албена във филма „Всичко е любов“ на ФБИФ (Варна, 1981).
- „Награда за женска роля“ за ролята на Нинел във филма „Голямото нощно къпане“ на ФБИФ (Варна, 1981).
- „Награда за женска роля“ в спектакъла „Копче за сън“ на VIII преглед на Детско-юношеската драма и театър (1985).
- „Награда на САБ за женска роля“ на млада актриса за ролята на Ева в спектакъла „Г-н Пунтила и неговият слуга Мати“ (1985).
- „Награда Икар“

## Театрални роли
- „Ромео и Жулиета“ – Жулиета
- „Женитба“ – Агафя Тихоновна
- „Голямто чистене“ – Анча
- „Г-н Пунтила и неговия слуга Мати“
- „Меко казано“
- „Копче за сън“
- "Всичко е любов" - Албена(Бени)

## Телевизионен театър
- „Квартет“ (1989) (Любен Лолов)
- „Борислав“ (1985) (Иван Вазов), 2 части

## Филмография
| Година | Филми и Сериали       | Серии | Роля                            |
| ------ | --------------------- | ----- | ------------------------------- |
| 2016   | Откраднат живот       | 76    | д-р Катя Кръстева               |
| 2012   | Драсканица            |       | учителката                      |
| 2010   | Подслон               |       | Виолета Стойчева                |
| 1994   | Неродена мома         |       | царицата - майка                |
| 1991   | Пльонтек              |       | медицинската сестра Нели        |
| 1988   | Черните рамки         | 5     | Юлия Касабова                   |
| 1987   | Само ти, сърце...     |       | Фанчето                         |
| 1985   | Последният езичник    |       | Косара, жена на Владимир-Расате |
| 1985   | Борис I               | 2     | Косара, жена на Владимир-Расате |
| 1980   | Голямото нощно къпане |       | Нинел                           |
| 1979   | Всичко е любов        |       | Албена – „Бени“                 |
| 1979   | Хора и богове         | 3     | Нона                            |
| 1978   | Всички и никой        |       | Рашка, сестрата на Антонов      |
| 1977   | Басейнът              |       | Белла Белчева                   |
| 1976   | Антон и Точица        | ?     |                                 |